# Srbsko (železniční zastávka)
Srbsko je železniční zastávka, která se nachází v obci Srbsko v okresu Beroun ve Středočeském kraji. Zastávka leží na dvoukolejné elektrizované celostátní dráze Praha–Plzeň, která je součástí 3. tranzitního železničního koridoru.

## Přeprava
Na zastávce zastavují vlaky osobní přepravy kategorie osobní vlak (Os) na lince S7 v systému integrovaného dopravního systému PID. Tyto vlaky provozuje dopravce České dráhy. Vlaky vyšší kvality a vyšší kategorie v zastávce nezastavují, pouze projíždějí. Na zastávce se nachází přístřešek pro cestující a označovač jízdenek. Nenachází se zde žádný staniční personál, prodej jízdenek je zajištěn ve vlaku.

## Zajímavost
Na zastávce se nachází dvě historické budovy, které byly postaveny při zahájení provozu.[zdroj?] Správa železniční dopravní cesty chtěla obě historické budovy z 20. století zbourat. V současné době je budova nově opravena a slouží jako otevřená čekárna pro cestující.